# پیرنیگاس
پیرنیگاس (به اسپانیایی: Pinilla de los Moros) یک شهرستان در اسپانیا است.